# Flüeli (Familienname)
Flüeli ist ein Schweizer Familienname.

## Herkunft und Bedeutung
Der Name Flüeli ist ein Wohnstättenname, entstanden aus dem Toponym Fluh, auch Flüh und alemannisch Flue, auch Flüe.

## Verbreitung
Vorkommen des Familiennamens Flüeli:
- Schweiz:
  - AG: Strengelbach, Suhr
  - BE: Bern, Biel/Bienne, Huttwil, Kaufdorf, Niederwangen b. Bern, Oberönz, Schüpfen, Utzenstorf, Wangen an der Aare, Wiedlisbach, Wiler b. Seedorf, Wyssachen
  - BS: Basel
  - BL: Arlesheim, Münchenstein
  - OW: Kägiswil
  - SO: Bellach, Bettlach, Derendingen, Dulliken, Grenchen, Günsberg, Langendorf, Lommiswil, Lostorf, Oensingen, Rüttenen, Solothurn, Zuchwil
  - TG: Bettwiesen
  - VD: Lausanne
  - ZH: Bülach, Freienstein, Niederglatt, Winterthur, Zürich